# Chthonius campaneti
Espèce
Chthonius campaneti est une espèce de pseudoscorpions de la famille des Chthoniidae.

## Distribution
Cette espèce est endémique de Majorque aux îles Baléares en Espagne. Elle se rencontre dans les grottes Coves de Campanet.

## Description
La femelle holotype mesure 1,46 mm.

## Étymologie
Son nom d'espèce lui a été donné en référence au lieu de sa découverte, les grottes Coves de Campanet.

## Publication originale
- Zaragoza & Vadell, 2013 : Chthonius (Chthonius) Campaneti, a new pseudoscorpion species from Coves de Campanet, Mallorca (Spain). Revista ibérica de aracnología, no 23, p. 33-41.